# Александровская кампличка
Александровская кампличка —  часовня в городе Таганроге, построенная в честь спасения жизни императора Александра II при покушении на него 4 апреля 1866 года. Располагалась на пересечении Греческой улицы и Воронцовского спуска.

## История

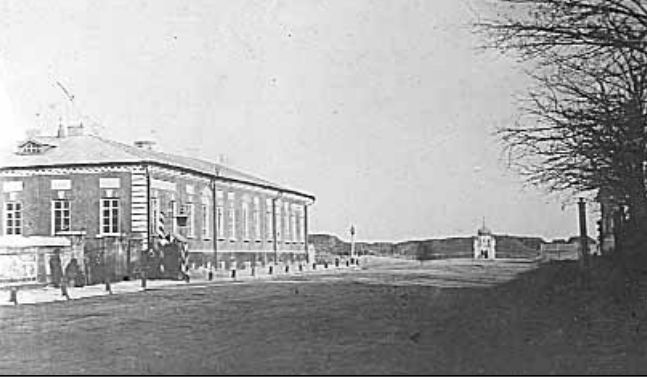
Александровская кампличка Таганрог за Дворцом Александра I

Первое покушение на Российского императора Александра II (1818-1881)  состоялось 4 апреля 1866 года в городе Санкт-Петербург. Руку на самодержца поднял русский революционер-террорист Дмитрий Каракозов (1840-1866). Каракозов считал, что убив царя, он вдохновит народ на социальную революцию.
В середине 1866 года по требованию Таганрогского градоначальника Шестакова протоиерей Федор Покровский, не получив разрешения духовного начальства, освятил место для предполагаемого строительства будущей часовни. За этот поступок протоирей был лишен места настоятеля при Успенском соборе и переведен настоятелем в Никольскую церковь. Однако в 1867 году  обвинение с него было снято и он вернулся на старое место службы в Успенский собор.
Граждане Таганрога в ознаменование спасения жизни Императора Александра II  4 апреля 1866 года построили в этом же году с правой стороны Воронцовского спуска (ныне Комсомольский спуск) каменную часовню, получившую название Александровская кампличка. Протоиерей Федор Покровский освятил место для часовни. В 1867 году часовня была приписана к Таганрогскому Успенскому собору. Часовня представляла собой каменное здание с куполами и православными крестами на куполах.
Каждый год 4 апреля при жизни Императора Александра II к часовне из собора при большом стечении народа совершался торжественный крестный ход. В часовне служили молебен.
Достопримечательностью часовни был подарок таганрогских рыбаков — лампада из золота в форме парусной лодки, украшенная драгоценными камнями. Впоследствии лампада была перенесена в Успенский собор.
В 1881 году, после гибели императора в результате террористического акта, организованного тайной революционной организацией «Народная воля», богослужения прекратились.  Со временем здание постепенно ветшало, в нем ютились беспризорники. Граждане Таганрога неоднократно поднимали вопрос и обращали внимание членов городской думы на заброшенное состояние часовни.
В 1929 году помещения Александровской камплички предлагалось использовать под торговый книжный киоск. Однако здание без соответствующего ухода продолжало разрушаться. В 1929 году кампличка была снесена. На месте часовни был построен десятиэтажный жилой дом.